# El infierno vasco
El infierno vasco és una pel·lícula espanyola de documental dirigida el 2008 per Iñaki Arteta, en el que segueix les mateixes indicacions que el seu anterior documental Trece entre mil. Fou estrenada a la Setmana Internacional de Cinema de Valladolid (Seminci) abans de ser estrenada a les sales comercials.

## Sinopsi
El documental vol mostrar el punt de vista dels autoanomenats "exiliats d'ETA". Mostra els gairebé 200.000 bascos que des de fa trenta anys han abandonat Euskadi a causa de la pressió del terrorisme i la complicitat, de la societat basca en general i dels nacionalistes en particular, per salvar la seva vida, escapar de l'extorsió, de l'aïllament social o de les imposicions nacionalistes. Apareixen vint-i-set testimoniatges de persones -professors, polítics, periodistes, jutges, ertzaines, artistes o empresaris- afectades on tracten de ser positius malgrat la seva ràbia i frustració. Hi han col·laborat tant el Colectivo de Víctimas del Terrorismo en el País Vasco (COVITE) com Euskal Telebista.

## Premis
| Any  | Esdeveniment             | Categoria         | Resultat   |
| ---- | ------------------------ | ----------------- | ---------- |
| 2009 | Medalles del CEC de 2008 | Millor documental | Guanyadora |